# Duits kampioenschap rally
Het Duits kampioenschap rally is een jaarlijks kampioenschap in de rallysport, gehouden in Duitsland. Het bestaat sinds 1970 en wordt georganiseerd door de Deutscher Motor Sport Bund (DMSB).

## Lijst van winnaars
| Seizoen | Rijder              | Auto                          |
| ------- | ------------------- | ----------------------------- |
| 2017    | Fabian Kreim        | Škoda Fabia R5                |
| 2016    | Fabian Kreim        | Škoda Fabia R5                |
| 2015    | Ruben Zeltner       | Porsche 997 GT3               |
| 2014    | Ruben Zeltner       | Porsche 997 GT3               |
| 2013    | Georg Berlandy      | Peugeot 207 S2000             |
| 2012    | Mark Wallenwein     | Škoda Fabia S2000             |
| 2011    | Sandro Wallenwein   | Subaru Impreza STi            |
| 2010    | Matthias Kahle      | Škoda Fabia S2000             |
| 2009    | Hermann Gassner jr. | Mitsubishi Lancer Evo IX      |
| 2008    | Hermann Gassner     | Mitsubishi Lancer Evo IX      |
| 2007    | Hermann Gassner     | Mitsubishi Lancer Evo IX      |
| 2006    | Hermann Gassner     | Mitsubishi Lancer Evo VIII    |
| 2005    | Matthias Kahle      | Škoda Fabia WRC               |
| 2004    | Matthias Kahle      | Škoda Octavia WRC Evo 2       |
| 2003    | Hermann Gassner     | Mitsubishi Carisma GT Evo VII |
| 2002    | Matthias Kahle      | Škoda Octavia WRC Evo 2       |
| 2001    | Matthias Kahle      | Seat Cordoba WRC E3           |
| 2000    | Matthias Kahle      | Seat Cordoba WRC              |
| 1999    | Armin Kremer        | Subaru Impreza WRC97          |
| 1998    | Armin Kremer        | Subaru Impreza WRC97          |
| 1997    | Matthias Kahle      | Toyota Celica GT-Four         |
| 1996    | Armin Kremer        | Mitsubishi Lancer Evo III     |
| 1995    | Hermann Gassner     | Mitsubishi Lancer Evo II      |
| 1994    | Dieter Depping      | Ford Escort RS Cosworth       |
| 1993    | Dieter Depping      | Ford Sierra RS Cosworth 4x4   |
| 1992    | Dieter Depping      | Ford Sierra RS Cosworth 4x4   |
| 1991    | Erwin Weber         | Volkswagen Golf Rallye G60    |
| 1990    | Ronald Holzer       | Lancia Delta Integrale 16V    |
| 1989    | Sepp Haider         | Opel Kadett GSI 16V           |
| 1988    | Armin Schwarz       | Audi 200 quattro              |
| 1987    | Armin Schwarz       | Audi Coupé quattro            |
| 1986    | Michèle Mouton      | Peugeot 205 Turbo 16          |
| 1985    | Kalle Grundel       | Peugeot 205 Turbo 16          |
| 1984    | Harald Demuth       | Audi quattro A2               |
| 1983    | Erwin Weber         | Opel Manta 400                |
| 1982    | Harald Demuth       | Audi quattro                  |
| 1981    | Alfons Stock        | Volkswagen Golf GTI           |
| 1980    | Achim Warmbold      | Toyota Celica 2000 GT         |
| 1979    | Reinhard Hainbach   | Ford Escort RS1800            |
| 1978    | Reinhard Hainbach   | Ford Escort RS1800            |
| 1977    | Ludwig Kuhn         | Porsche 911                   |
| 1976    | Heinz-Walter Schewe | Porsche 911                   |
| 1975    | Reiner Altenheimer  | Porsche 911                   |
| 1974    | Lars Carlsson       | Opel Ascona A                 |
| 1973    | Gerd Behret         | Porsche 911                   |
| 1972    | Reiner Zweibäumer   | BMW 1602                      |
| 1971    | Achim Warmbold      | BMW 2002 TI                   |
| 1970    | Helmut Bein         | BMW 2002 TI                   |